# 莫尔加诺
莫尔加诺（義大利語：Morgano），是意大利威尼托大区特雷维索省的一个市镇。总面积11平方公里，人口4233人，人口密度384.8人/平方公里（2009年）。国家统计（ISTAT）代码为026047。